# Reprezentacja Fidżi U-20 w piłce nożnej mężczyzn
Reprezentacja Fidżi U-20 w piłce nożnej funkcjonująca także jako reprezentacja U-19 – młodzieżowa reprezentacja Fidżi sterowana przez Fiji Football Association. 
11 listopada 1978 roku rozegrała swój pierwszy oficjalny mecz (przeciwko Nowej Zelandii, 1:1). 6 września 1988 odniosła swoje największe zwycięstwo, był to mecz przeciwko Samoa wygrany 10:1. 21 grudnia 2002 poniosła rekordową porażkę 0:11 w spotkaniu z Australią. W 2015 wzięła udział w finałach młodzieżowych mistrzostw świata.

## Występy na Mistrzostwach Oceanii U-20
Źródło:
- 1974 – wycofało się z powodu braku funduszy
- 1978 – faza grupowa
- 1980 – III miejsce
- 1982–1987 – faza grupowa
- 1988 – IV miejsce
- 1990–1997 – faza grupowa
- 1998 – II miejsce
- 2001 – faza grupowa
- 2002 – II miejsce
- 2005 – IV miejsce
- 2007–2008 – faza grupowa
- 2011 – IV miejsce
- 2013 – II miejsce
- 2014 – Zwycięzca
- 2016–2018 – faza grupowa
- 2020 – rozgrywki anulowano
- 2022 – II miejsce

## Występy na Mistrzostwach Świata U-20
- 1977–2013 – nie zakwalifikowało się
- 2015 – faza grupowa
- 2017–2019 – nie zakwalifikowało się
- 2021 – rozgrywki anulowano

## Trenerzy (od 2010)
Źródło:
- Claudio Canosa (2010–2012)
- Ravinesh Kumar (2012–2015)
- Frank Farina (2015)
- Yogendra Dutt (2015–2017)
- Bal Reddy (2018–2020)
- Ronil Lal (2021– )[7][8]